# Orthometra
Orthometra is een geslacht van haarsterren uit de familie Antedonidae.

## Soort
- Orthometra hibernica (A.H. Clark, 1913)